# Krupanj

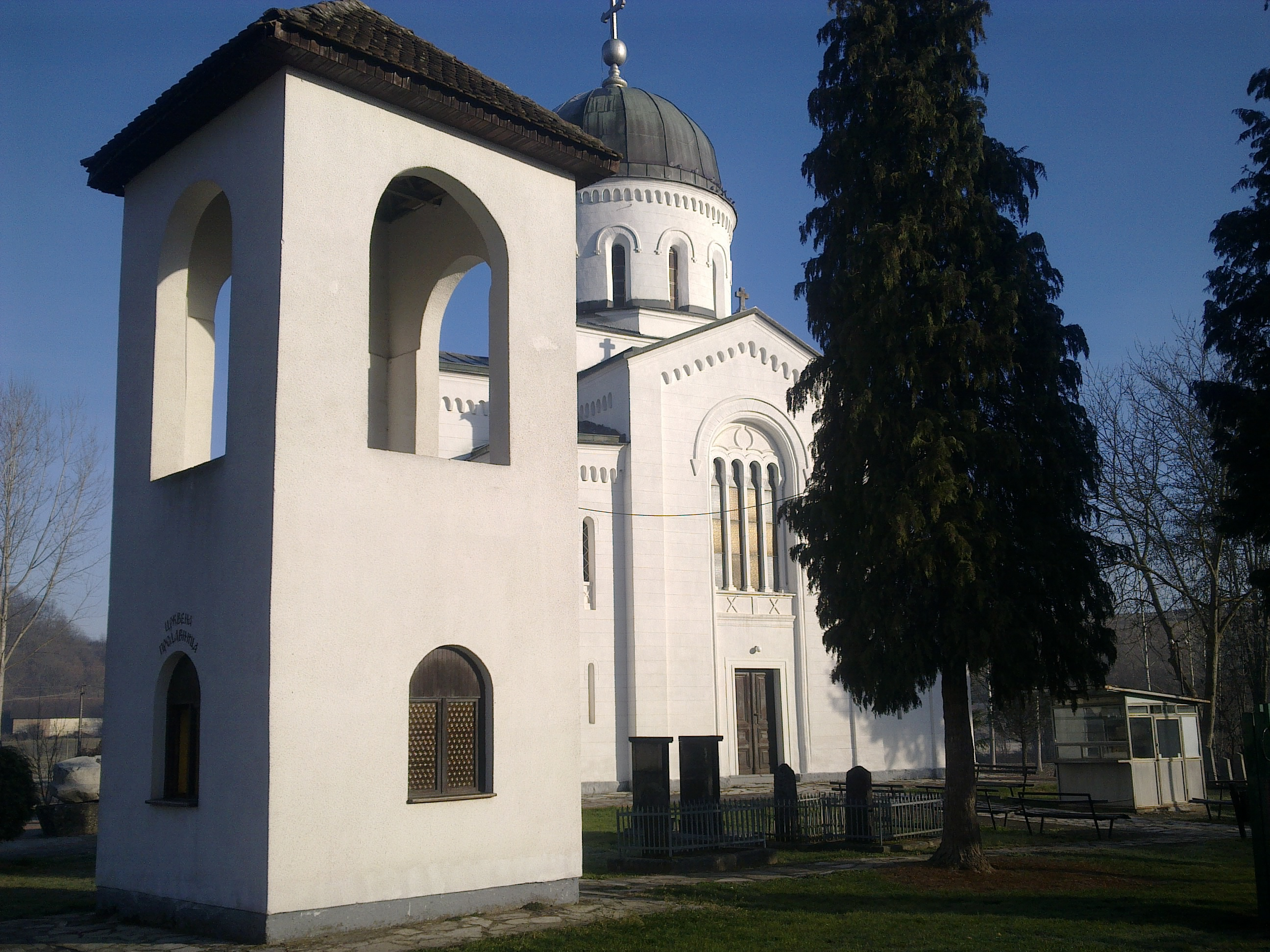
Kostel v Krupanji

Krupanj (v srbské cyrilici Крупањ) je město v srbském Mačvanském okruhu. Podle sčítání lidu z roku 2002 mělo 4912 obyvatel.
Krupanj, který existoval jako osada již v 15. století[zdroj?] se stal oficiálně městem na základě rozhodnutí Lidové skupštiny Socialistické republiky Srbsko dne 6. října 1946 (spolu s několika dalšími městy na západě republiky). Během druhé světové války poničili město Němci, kteří okupovali Nedićovo Srbsko.
Ve městě je dřevozpracující a papírenský průmysl (výroba obalů). V 60. letech se zde byl postaven textilní závod. V okolí města je rozvinuté zemědělství.
Krupan se nachází na soutoku několika malých říček. V květnu 2014 při vydatných deštích bylo město těžce poničeno během povodní, když se tyto říčky rozvodnily. Značné škody rovněž způsobily i sesuvy půdy. Krupanj se řadil (spolu s Obrenovacem) k nejhůře postiženým místům během povodní.